# هرم خنتکاوس دوم
هرم خنتکاوس دوم هرم ملکه‌ای در گورستان ابوصیر در مصر است که در زمان دودمان پنجم مصر باستان ساخته شده‌است. آن را به ملکه خنتکاوس دوم نسبت می‌دهند، که ممکن است پس از مرگ همسرش نفریرکارع کاکای به عنوان یک ملکه سلطنتی بر مصر حکومت کرده باشد. این هرم اکنون یک ویرانه به شدت آسیب دیده‌است که تنها ۴ متر ارتفاع دارد.

## کشف
محوطه هرم خنتکاوس دوم، که درست در جنوب مجموعه هرم نفریرکارع کاکای قرار دارد، برای اولین بار در آغاز قرن بیستم توسط باستان‌شناس لودویگ برشارت کاوش شد. او همچنین بقایایی از این مجموعه را پیدا کرد که پس از انجام برخی اسم‌گذاری‌ها به اشتباه آن را به عنوان یک مصطبه دوگانه معرفی کرد.

## هرم
این هرم دارای پایه‌ای به ابعاد ۲۵ متر در ۲۵ متر بوده‌است و زاویه شیب آن ۵۲ درجه بوده که برای اهرام در دودمان پنجم معمول بود، ارتفاع آن حدود ۱۷ متر می‌شد. هسته هرم را سه مرحله بلوک‌های آهکی کوچک تشکیل می‌دادند که با گل رس به هم متصل می‌شدند. این گل از بقایای موادی بود که برای ساختن هرم نفریرکارع استفاده شده بود. به نظر می‌رسد که هسته هرم با روکشی از آهک ریز تورا پوشیده شده‌است. رأس هرم را یک هرم گرانیتی خاکستری مایل به سیاه تشکیل می‌داده که قطعاتی از آن در خرابه‌ها پیدا شده‌است.

## نگارخانه

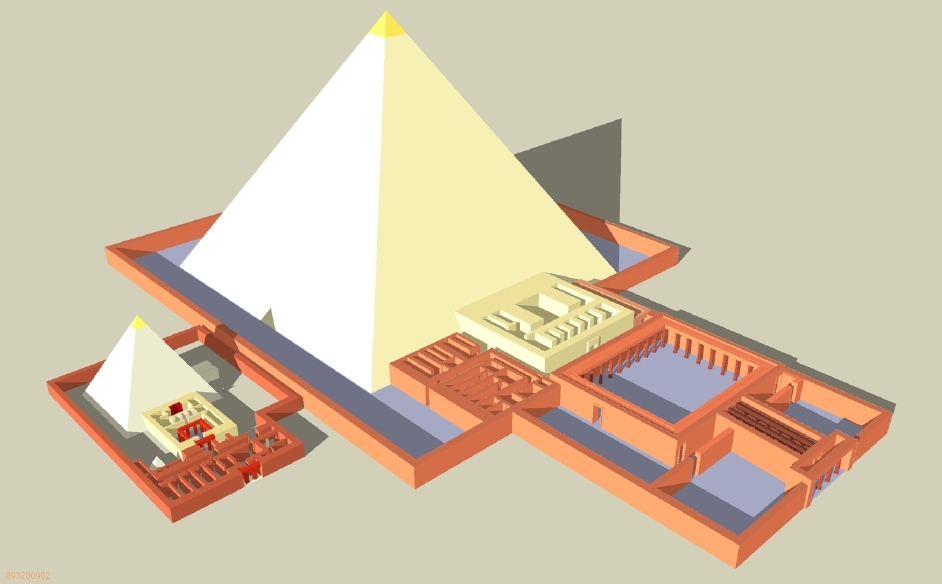
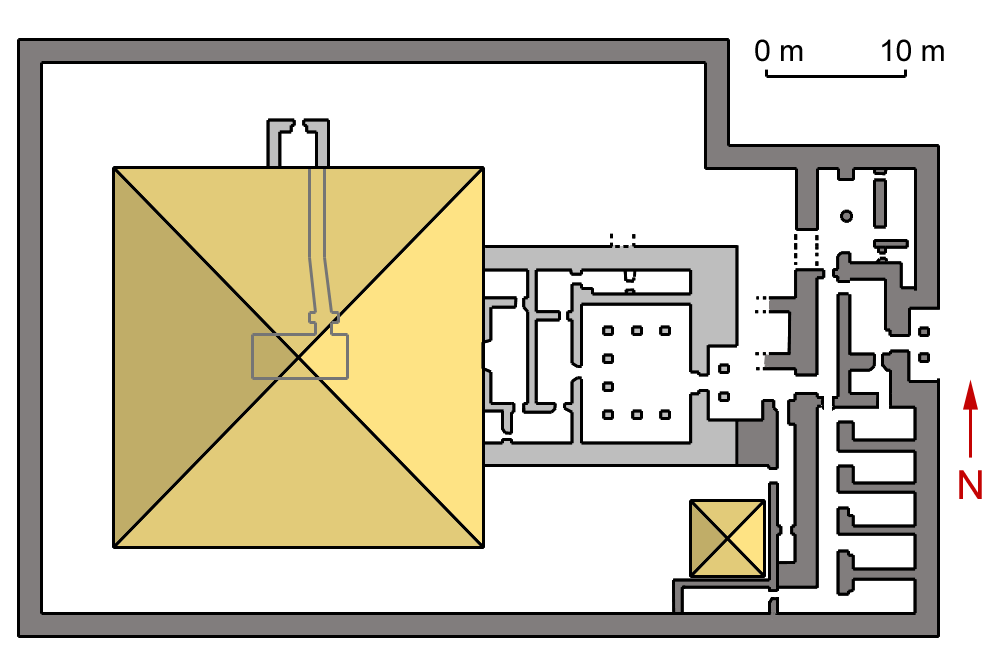
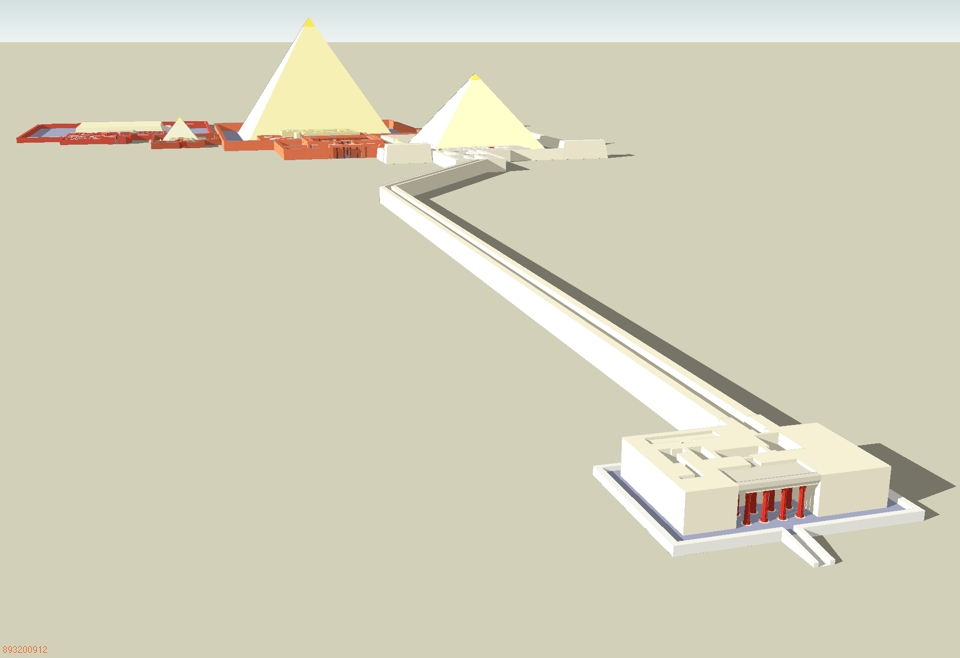
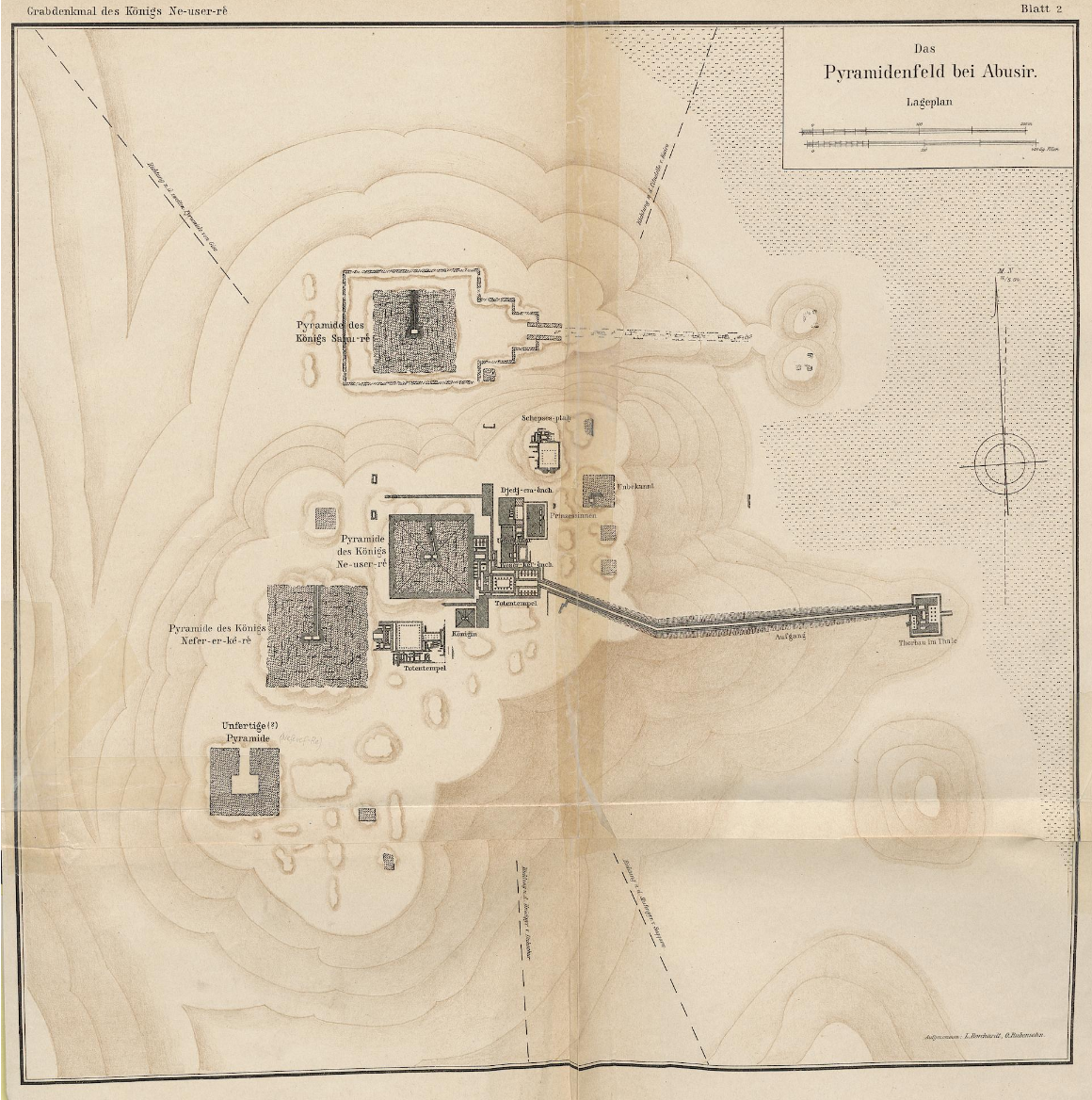